# 好撒馬利亞人的比喻

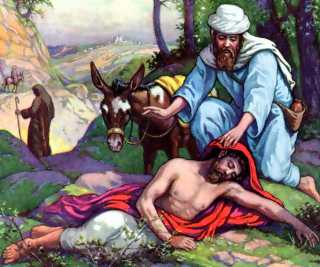
《仁慈的撒馬利亞人》

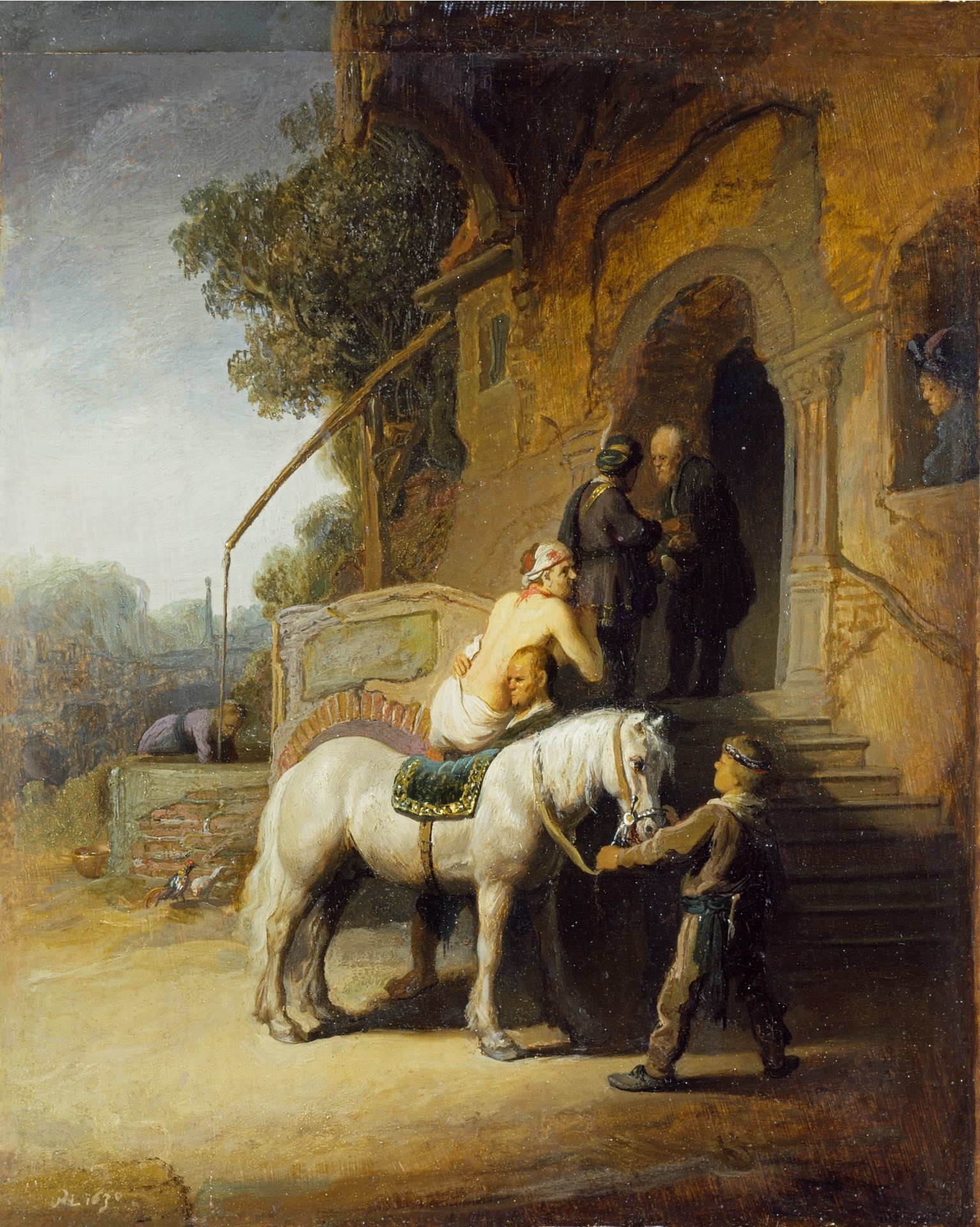
《仁慈的撒馬利亞人》

仁慈的撒馬利亞人的比喻（英語：Parable of the Good Samaritan）或依據天主教思高聖經撒瑪黎雅人的比喻，是基督教文化中一个很著名的成语和口头语，意为：好心人、见义勇为者。
它来源于《路加福音》第10章第25-37节中耶稣讲的寓言：一个犹太人被强盗打劫，受了重伤。躺在路边。有祭司和利未人路过但不闻不问。惟有一个撒马利亚人路过，不顾隔阂，动了慈心照应他。在需要离开时自己出钱把犹太人送进旅店的故事。
對以犹太人为主体的听众來說，撒馬利亞人一般说来含有贬义。因为撒馬利亞人（北国以色列）受到宗教的约束比較少。他们崇拜偶像，与异族通婚，为南国犹大王国的人所不认同。他们虽然是兄弟，但因为数百年的分裂、競争、甚至战争，早已变成了仇敌。在民间，撒馬利亞人与犹太人互相不交往长达数百年。
耶稣用这个寓言说明，鉴别人們行為的标准是人心而不是人的身份地位。犹太人自己的祭司和利未人虽然是出身高贵且广受尊敬的神职人员但见死不救；仇敌却成了救命恩人，见义勇为者，好人有好报。
该寓言对西方法律制度的影响是，许多国家制定了“好撒馬利亞人法”，用立法手段保护做好事的人。例如在美国和加拿大，急救人士在搶救傷者過程中或其後對方死亡，可以運用此法案撤銷死者家屬對治療者的法律起訴，从而鼓勵旁觀者對伤、病人士施以幫助。

## 外部連結
- Biblical Art on the Internet:
  - Assault and First Aid 
  - The Expert in the Law 
  - The Inn
- Good Samaritan websites:
  - Good Samaritan Industries  - Charity helping people with disabilities.
  - Good Samaritan Day  - Promotes October 13 as 'Good Samaritan Day'.

| 榮銜               | 榮銜                                                                 | 榮銜      |
| ------------------ | -------------------------------------------------------------------- | --------- |
| 前任： 喬治·W·布殊 | 時代年度風雲人物 （由博诺、比尔·盖茨与梅琳达·盖茨等人所代表） 2005年 | 繼任： 你 |